# Kittitas megye
Kittitas megye az Amerikai Egyesült Államokban, azon belül Washington államban található. Megyeszékhelye és legnagyobb városa Ellensburg. Lakosainak száma 44 337 fő (2020. április 1.).

## Szomszédos megyék
- Chelan megye
- Douglas megye
- Grant megye
- Yakima megye
- Pierce megye
- King megye

## Népesség
A megye népességének változása:
| Lakosok száma | 41 007 | 41 568 | 41 650 | 41 765 | 43 269 | 44 337 |
|               | 2010   | 2011   | 2012   | 2013   | 2015   | 2020   |